# Scopula protuberans
Scopula protuberans là một loài bướm đêm trong họ Geometridae.